# Sindrome di Bruck
La sindrome di Bruck è caratterizzata dalla combinazione di artrogriposi multipla congenita (contratture articolari congenite) e osteogenesi imperfetta. Entrambe le malattie sono rare, il che rende molto difficile la ricerca della sindrome di Bruck. Si ritiene che la sindrome di Bruck sia una variante atipica dell'osteogenesi imperfetta di tipo III. Mutazioni genetiche multiple associate all'osteogenesi imperfetta non sono state osservate nella sindrome di Bruck. Molte persone affette appartengono alla stessa famiglia e dagli alberi genealogici si può constatare la trasmissione autosomica recessiva. La sindrome di Bruck presenta caratteristiche di contratture congenite, fragilità ossea, fratture ossee ricorrenti, deformità delle articolazioni e delle articolazioni flessorie, ptergia, altezza del corpo ridotta e cifoscoliosi progressiva. Gli individui incontrano mobilità ridotta e funzione polmonare. Sono inoltre rilevabili una riduzione del contenuto minerale osseo, le contratture articolari sono principalmente bilaterali e simmetriche (comuni alle caviglie).  La sindrome di Bruck non ha alcun effetto su intelligenza, vista o udito.

## Genetica
La genetica della sindrome di Bruck differisce dall'osteogenesi imperfetta. L'osteogenesi imperfetta comporta mutazioni autosomiche dominanti di Col 1A2 o Col 1A2 che codificano il procollagene di tipo 1. La sindrome di Bruck è legata a mutazioni in due geni e quindi è divisa in due tipi. La sindrome di Bruck di tipo 1 è causata da una mutazione omozigote nel gene FKBP10. Il tipo 2 è causato da una mutazione omozigote nel gene PLOD2.

## Meccanismo
Il tipo 1 codifica FKBP65, un reticolo endoplasmatico associato alla peptidil-prolil cis / trans isomerasi (PPIasi) che contribuisce alla biosintesi del collagene. Gli osteoblasti carenti di FKBP65 hanno un accumulo di aggregati di procollagene nel reticolo endoplasmatico che riduce la loro capacità osteoblastica. Inoltre, i pazienti con sindrome di Bruck di tipo 1 presentano residui di lisina sottoidrossilati nel telopeptide di collagene e, di conseguenza, mostrano una riduzione dei legami crociati con idrossiil-piridinolina.
Il tipo 2 codifica per l'enzima lisilidrossilasi 2, che catalizza l'idrossilazione dei residui di lisina nei legami crociati del collagene. Il PLOD2 è maggiormente espresso negli osteoblasti attivi poiché la reticolazione del collagene è specifica del tessuto. La mutazione in PLOD2 altera la struttura del telopeptide lisilidrossilasi e previene la formazione di fibrille di collagene di tipo 1. I residui di lisina dei telopeptidi nel collagene di tipo 1 sono sottoidrossilati.

## Diagnosi
La diagnosi della sindrome di Bruck deve individuare l'associazione tra contratture e fragilità scheletrica. L'ecografia viene utilizzata per la diagnosi prenatale. Inizialmente, nel neonato, si diagnostica l'artrogriposi multipla congenita, e più tardi nell'infanzia all'osteogenesi imperfetta.

## Gestione
Fino a quando non saranno condotti ulteriori studi molecolari e clinici non ci sarà modo di prevenire la malattia. I trattamenti sono diretti ad alleviare i sintomi. Per curare la malattia è fondamentale diagnosticarla correttamente. La terapia ortopedica e la gestione delle fratture sono necessarie per ridurre la gravità dei sintomi. Anche i bifosfonati sono efficaci.

## Storia
Il primo caso fu del 1897 di un maschio che fu descritto da Bruck con fragilità ossea e contratture ossee. A Bruck fu attribuita la prima descrizione e l'eponimo della malattia.